# 香川卯八
香川 卯八（かがわ うはち、1861年6月24日（文久元年5月17日） - 没年不明）は、日本の商人（材木商、材木販売業）、広島県多額納税者。
族籍は広島県平民。白島町内随一の材木商として隆盛を極めた。

## 人物
広島県広島市出身。友蔵の長男。材木商は先代の頃から創始した。1877年、家督を相続し、材木商を営んだ。古くより卯八の名は遠近に知られ、信用を博した。広島県多額納税者であった。貴族院多額納税者議員選挙の互選資格を有した。
原料は主として県内は山県、佐伯の両郡より県外は秋田県並びに九州地方より仕入れ、県下一円、岡山、山口の各県に販出した。住所は広島市西白島町。

## 家族・親族
香川家　
- 父・友蔵[7]
- 妹・リセ（広島、藤田米助の妻）[2]
- 妻・ツタノ[4]（1874年 - ?、広島、永山小四郎の妹）[7]
- 二女・アヤコ（1893年 - ?、和歌山、田中孝友の三男孝三の妻）[7]
- 二男・卯八（1897年 - ?、前名・巌男[4]、香川商店社長、材木商）[9] - 1937年、家督を相続し前名の巌男を改め襲名した[9]。趣味はスポーツ[9]。宗教は真宗[9]。
  - 同妻・喜美恵（1904年 - ?、広島、三澤熊次郎の四女）[2]
  - 同女[9]
- 三男・昇[3][7]（1900年 - ?、香川商店専務取締役、分家）[9]
- 女・チエコ（1908年 - ?、広島、原野是男の妻）[9]
- 女・道子（1912年 - ?、広島、田邊實の妻）[9]

親戚
- 田邊秀吉（酒造、度量衡販売業、広島製油取締）[10] - 二男・實の妻・道子は香川卯八の五女[10]。宗教は真宗[10]。住所は広島市猫屋町[10]。